# Hexagramme (géométrie)
Pour les articles homonymes, voir Hexagramme.

Un hexagramme régulier.

Un hexagramme (du grec) ou sexagramme (du latin)  est une figure géométrique à six branches avec le symbole de Schläfli {6/2}, 2{3}, ou {{3}}. C'est un polygramme (en).
La figure est composée de deux triangles équilatéraux. L'intersection est un hexagone régulier.